# Yōjirō Takita
Yōjirō Takita, jap. 滝田 洋二郎 (ur. 4 grudnia 1955 w Takaoce) – japoński reżyser filmowy. 
Pracę w branży filmowej zaczynał jako asystent reżysera. W latach 80. tworzył filmy erotyczne. Do świadomości kinomanów przebił się mainstreamową komedią Komiks (1986).
Jego największym sukcesem okazały się Pożegnania (2008). Ten dramat opowiadający o pozbawionym pracy wiolonczeliście, znajdującym zatrudnienie w firmie pogrzebowej, zdobył Oscara dla najlepszego filmu nieanglojęzycznego.